# Шиндлер (Південна Дакота)
Шиндлер (англ. Shindler) — переписна місцевість (CDP) в США, в окрузі Лінкольн штату Південна Дакота. Населення — 607 осіб (2020).

## Географія
Шиндлер розташований за координатами 43°28′4″ пн. ш. 96°38′8″ зх. д. / 43.46778° пн. ш. 96.63556° зх. д. (43.467706, -96.635522).  За даними Бюро перепису населення США в 2010 році переписна місцевість мала площу 3,89 км², уся площа — суходіл.

## Демографія
Згідно з переписом 2010 року, у переписній місцевості мешкали 584 особи в 178 домогосподарствах у складі 156 родин. Густота населення становила 150 осіб/км².  Було 184 помешкання (47/км²).
Расовий склад населення:
| - 97,9 % — білих - 1,2 % — азіатів - 0,2 % — корінних американців |

До двох чи більше рас належало 0,3 %. Частка іспаномовних становила 0,7 % від усіх жителів.
За віковим діапазоном населення розподілялося таким чином: 35,1 % — особи молодші 18 років, 59,1 % — особи у віці 18—64 років, 5,8 % — особи у віці 65 років та старші. Медіана віку мешканця становила 37,1 року. На 100 осіб жіночої статі у переписній місцевості припадало 107,1 чоловіків;  на 100 жінок у віці від 18 років та старших — 111,7 чоловіків також старших 18 років.
Середній дохід на одне домашнє господарство  становив 136 568 доларів США (медіана — 104 875), а середній дохід на одну сім'ю — 142 032 долари (медіана — 110 833). За межею бідності перебувало 5,1 % осіб, у тому числі 0,0 % дітей у віці до 18 років та 0,0 % осіб у віці 65 років та старших.
Цивільне працевлаштоване населення становило 355 осіб. Основні галузі зайнятості: освіта, охорона здоров'я та соціальна допомога — 31,5 %, фінанси, страхування та нерухомість — 17,2 %, науковці, спеціалісти, менеджери — 9,6 %, роздрібна торгівля — 8,2 %.